# Macrosiphum badium
Macrosiphum badium är en insektsart som beskrevs av Jensen 2000. Macrosiphum badium ingår i släktet Macrosiphum och familjen långrörsbladlöss. Inga underarter finns listade i Catalogue of Life.